# Camma Larsen-Ledet
Pour les articles homonymes, voir Larsen.
Camma Larsen-Ledet, née le 22 octobre 1915 à Esbjerg au Danemark et morte le 12 août 2001 à Åbenrå (Danemark), est une femme politique danoise, membre des Sociaux-démocrates, ancienne ministre et ancienne députée au Parlement (le Folketing).

### Sources
- (da) Cet article est partiellement ou en totalité issu de l’article de Wikipédia en danois intitulé « Camma Larsen-Ledet » (voir la liste des auteurs).